# 金澤薩維根
金澤薩維根（日语：ツエーゲン金沢），是一支日本職業足球會，亦有音译为“金泽萨维根”，位於金澤市，現於日乙作賽。

## 概要
1956年創立的「金澤足球俱樂部」（日语：金沢サッカークラブ）為球隊的前身。於2006年更名為「Zweigen金澤」（日语：ツエーゲン金沢）。2013年球隊被認定為J聯賽準加盟俱樂部，並於2014年正式加入J聯賽。球隊的運營公司為「石川Zweigen股份公司」（日语：ン）。而在該公司成立之前，球隊的運營由「一般社團法人石川足球俱樂部」（日语：一般社団法人石川フットボールクラブ）負責，該法人目前主要負責「Zweigen金澤後援會」的相關業務。此外，該法人於2017年5月26日更名為「一般社團法人石川Zweigen體育俱樂部」（日语：一般社団法人石川ツエーゲンスポーツクラブ）。
球隊名稱「Zweigen」（日语：ツエーゲン）源自金澤方言「つえーげん！」，意為「很強！」。同時亦融入德語單詞zwei（意為「二」）與gehen（意為「前進」）而創造出的新詞，寓意為「球隊與支持者共同前進」。然而，在實際德語中，zweigen為單詞zweig（意為「樹枝」）的與格複數形，其含義為「（多個）樹枝上」，發音則接近「ツヴァイグン」。
球隊的徽章設計以石川縣的縣花黑百合與法國百合花飾為主題。吉祥物則為以石川縣「縣鳥」金雕為原型設計的角色「源藏」（ゲンゾー）。

## 簡介
其前身是成立於1956年的金澤足球俱樂部，2006年更名為金澤共進。2013年，獲批J聯賽準入，2014年加入J聯賽。
他們在2014年首屆日丙聯賽中以冠軍身份取得直接升班的資格，使他們自2006年成立以來首度得以征戰乙組聯賽。
他們在2015球季日乙的首場賽事，作客以0:1不敵大宮松鼠，但在第二戰，在主場以3:0大勝東京綠茵，取得他們的日乙首場勝仗。
從第2節到第15節當中，金澤取得了9勝1敗5和的成績，甚至在5/3比賽結束後曾經一度站上J2的第一名，但是自從6/12日贏了福岡黃蜂之後，便連續19場沒有勝利（8和11敗），最終賽季排名第12。

## 外部連結
- 官方网站
- 金澤薩維根的X（前Twitter）
- 金澤薩維根的Facebook專頁
- 金澤薩維根的Instagram帳戶
- 金澤薩維根的TikTok
- YouTube上的金澤薩維根頻道 (2017年3月2日 - )
- YouTube上的金澤薩維根頻道 (※舊網站 2012年10月31日 - 2014年3月7日)